# Maximilien de Robespierre
Maximilien François Marie Isidore de Robespierre (franska: [mak.si.mi.ljɛ̃ fʁɑ̃.swa ma.ʁi i.zi.dɔʁ də ʁɔ.bɛs.pjɛʁ]), född 6 maj 1758 i Arras i Pas-de-Calais, död 28 juli 1794 i Paris (avrättad), var en fransk revolutionär. Han stödde franska revolutionen 1789 och var en av landets ledande figurer under det efterföljande skräckväldet 1793–1794.

## Karriär
Robespierre, som utbildats till jurist vid elitskolan Lycée Louis-le-Grand, var politiskt influerad av Jean-Jacques Rousseau och av den kristna jansenismen. Han invaldes som en av åtta representanter för tredje ståndet i Artois till den av Ludvig XVI inkallade  ständerförsamling 1789 och anslöt sig tidigt till Samfundet konstitutionens vänner (Jakobinerklubben), där han argumenterade starkt mot planerna på krig. Efter revolutionens utbrott kom han att bli kvar i Paris fram till sin död fem år senare som inneboende hos anhängaren Maurice Duplay. 
Vid Frankrikes första allmänna val 1791 (75% av Frankrikes vuxna män tilläts rösta) avstod han från att kandidera och utsågs istället till allmän åklagare i Paris av borgmästare Pierre Villeneuve. Sedan revolutionen radikaliserats med stormningen av Tuilerierna den 10 augusti 1792 och den moderata regeringen gått med på nya val till en ny församling (Nationalkonventet) återvände han till rikspolitiken och invaldes som första namn att representera Paris. Även brodern Augustin invaldes i den nya församlingen. Robespierre tillhörde de personligheter som varmast stött den republik som utropades 22 september och höll i januari 1793 ett passionerat tal vid kung Ludvig XVI:s rättegång avslutat med orden; Ludvig borde dö hellre än 100 000 rättfärdiga medborgare. Ludvig måste dö, så att nationen kan få leva.
Sedan de allt starkare jakobinerna med vapenmakt krossat Girondistpartiets maktställning i juni 1793 vann Robespierre avgörande politiskt inflytande, då nationalkonventet valde honom till ledamot i det mäktiga välfärdsutskottet, där han ersatte tidigare justitieminister Georges Jacques Danton. Skräckväldet — kallat så av Robespierres motståndare efter thermidorkrisen — tog sin början efter mordet på jakobinen Jean-Paul Marat hösten 1793 med skenrättegångar och dödsdomar mot exdrottningen Marie-Antoinette och girondisternas ledande gestalter Jacques Pierre Brissot och Madame Roland, samt åtskilliga av dessas anhängare i Paris. Under våren 1794 vändes utrensingarna till den egna Jakobinrörelsen, där Robespierre skickligt och med stöd av Danton och revolutionstribunalens ordförande Antoine Fouquier-Tinville under några veckor lyckades utmanövrera och krossa de ultraradikala Hébertisterna; kort därefter utmanövrerades Camille Desmoulins och Danton själv och bägge giljotinerades. Robespierre menade att försvaret av revolutionens höga ideal mot dess yttre och inre fiender krävde hård terror för att förverkligas. 
Bland hans mest progressiva åtgärder kan nämnas 1793 års deklaration om de mänskliga rättigheterna, införandet av obligatorisk och gratis skolgång 1793 samt slaveriets avskaffande i kolonierna (Robespierre hade tidigt motionerat för att allmän rösträtt skulle gälla för alla manliga franska medborgare). Efter Dantons död dominerade han och hans anhängare både nationalkonventet och välfärdsutskottet. Kritikerna kallade honom mot slutet av perioden alltmer "diktator", ett begrepp som hans anhängare och senare historiker avfärdat. Armén fyrdubblades i styrka och allmän värnplikt infördes, och uppror i hela landet, som 1792 närmat sig inbördeskrig, nedslogs framgångsrikt och med mycket hård hand. I det starkt rojalistiska och katolska Vendée krävdes över 100 000 dödsoffer, varav tusentals låstes in under däck på pråmar som sedan sänktes i Loirefloden, varvid alla ombord dränktes. Även de snabbt växande kvinnoklubbarna krossades och ledande feminister, främst Olympe de Gouges, avrättades.

## Fall
Den 27 juli 1794 avsattes Robespierre av nationalkonventet, vars medlemmar fruktade ytterligare utrensningar. Han befriades nästan genast genom ett väpnat ingrepp från sina anhängare men dukade därefter under i en förtvivlad försvarskamp tillsammans med sina trognaste anhängare i Hôtel de ville, Paris stadshus. Efter några minuters tumult var maktkampen över; Robespierre skottskadades i huvudet och greps av konventets trupper. I händerna på nationalkonventet och oförmögen att tala av fruktansvärda smärtor fördes han utan rättegång till giljotinen följande dag, den 28 juli, och avrättades på Place de la Révolution tillsammans med 108 av sina anhängare.
Robespierres fall är en del av den blodiga upplösningen som kallas Thermidorkrisen, en av revolutionens stora vändpunkter. Undantagstillståndet började uppfattas som ett hot mot skräckmännen själva, varför de ansåg sig vara tvungna att ingripa mot en av de främsta medlemmarna i välfärdsutskottet, Robespierre. Efter Thermidorkrisen avvecklades skräckväldet progressivt, bland annat på grund av att Frankrike inte längre var lika utsatt för risken av en invasion efter framgångar för de hårdhänta åtgärder som satts in för att stävja den långtgående politiska, sociala och ekonomiska krisen i landet.

## Politisk uppfattning
Robespierre, som var känd för sin oförvitlighet (han kallades allmänt "den omutlige"; Danton påstod: "Robespierre är rädd för pengar"), arbetade enligt egen utsago för ett fritt, jämlikt och demokratiskt Frankrike, uppbyggt enligt Jean-Jacques Rousseaus skrifter, främst Contrat Social. Robespierre var den förste ledande politiker som officiellt betecknade sig själv som demokrat. Robespierre såg dock liksom sin inspiratör Rousseau inte kvinnor som fullvärdiga människor. Robespierre förlorade så småningom kontakten med sin väljarbas, de fattiga parisarna, på grund av de ständiga giljotineringarna som försvagade sansculotterna, och blev därmed alltmer kritiserad för en personkult. Denna kritik nådde en höjdpunkt under festen för Det högsta väsendet den 8 juni 1794, organiserad av den berömde konstnären Jacques-Louis David, då Robespierre i egenskap av president för Nationalkonventet ledde paraden framför alla andra medlemmar av Konventet. Robespierre själv avvisade alltid denna kritik och vägrade att associeras med en personkult.
Maximilien de Robespierres eftermäle är omtvistat. Kritiker ser en motsättning mellan å ena sidan hans höga ideal och å andra sidan hans hårdföra åtgärder och likgiltighet inför medlen för att skapa det nya Frankrike. Anhängare ser en man som vägrade alla mutor och som gav allt för att försvara revolutionen och de fattigaste mot fienden. Idag erhåller historikerna en mer nyanserad bild av Robespierre. Han var inte någon diktator då han enbart var en av flera medlemmar i välfärdsutskottet och ständigt fick anpassa sig till konventets majoritet, men hans inflytande och hans enorma prestige bland demokraterna, jakobinerna och sansculotterna i Paris gav honom ett oerhört inflytande över revolutionen.